# Hitoshi Shiota
Hitoshi Shiota (født 28. maj 1981) er en japansk fodboldspiller, som spiller for den japanske fodboldklub Omiya Ardija.